# Duck Donuts
Duck Donuts — американская компания по производству пончиков и других кондитерских изделий, которая базируется в районе Механиксбург (штат Пенсильвания). Компания была основана в 2006 году в городе Дак (штат Северная Каролина), Рассом Джилио и Робином Гриффитом. С тех пор компания сильно разрослась, у неё открылось 67 точек по всему США (по состоянию на июнь 2018 года).
Продукты сети включают в себя пончики, приготовленные на заказ, различные кондитерские изделия и ряд напитков.